# هدر کوپر
هدر آنیتا کوپر (انگلیسی: Heather Couper; ۲ ژوئن ۱۹۴۹ – ۱۹ فوریهٔ ۲۰۲۰) CBE FRAS FInstP؛ اخترشناس، مجری و مروج علم بریتانیایی بود.
پس از تحصیل اخترفیزیک در دانشگاه لستر و تحقیق دربارهٔ خوشه‌های کهکشانی در دانشگاه آکسفورد، کوپر به عنوان مدرس ارشد رصدخانه سلطنتی گرینویچ منصوب شد. او سپس دو مجموعه برنامه تلویزیونی در کانال ۴ با عنوان‌های «سیارات» و «ستاره‌ها» را اجرا کرد و همچنین در بسیاری از برنامه‌های تلویزیونی دیگر به عنوان مهمان حضور یافت. در رادیو، کوپر برنامه «رقابت فضایی بریتانیا» و مجموعه ۳۰ قسمتی «کاوش کیهانی» برای رادیو ۴ بی‌بی‌سی را ارائه داد. او از ۱۹۸۴ تا ۱۹۸۶ ریاست انجمن نجوم بریتانیا را بر عهده داشت و استاد دائمی نجوم در کالج گرشام لندن بود. او عضو کمیسیون هزاره بود و در سال ۲۰۰۷ به او نشان امپراتوری بریتانیا منصوب اهدا شد. سیارک ۳۹۲۲ هدر به افتخار او نامگذاری شده است.

## اوایل زندگی
کوپر در ۲ ژوئن ۱۹۴۹ در والاسی، چشر به دنیا آمد. او تنها فرزند جورج کوپر و آنیتا کوپر (با نام خانوادگی تیلور) بود. در هفت یا هشت سالگی، هنگام تماشای هواپیماها در آسمان شب (چون پدرش خلبان خطوط هوایی بود)، شهاب‌سنگی سبز و درخشان را مشاهده کرد. والدینش گفتند چنین چیزی وجود ندارد، اما روز بعد تیتر روزنامه‌ها دربارهٔ «ستاره‌ای سبز و درخشان» بود و همین اتفاق باعث شد کوپر تصمیم بگیرد اخترشناس شود.
او در مدرسه گرامر سنت ماری (که در سال ۱۹۷۷ با مدرسه گرامر سنت نیکلاس ادغام شد و به مدرسه هیدون تبدیل گردید) در ویلتشر لین، نورث‌وود هیلز، میدلسکس تحصیل کرد. در ۱۶ سالگی، به اخترشناس تلویزیونی بریتانیایی پاتریک مور نامه نوشت و پرسید آیا می‌تواند در نجوم حرفه‌ای شود. مور پاسخ داد: «دختر بودن اصلاً مشکلی نیست!»

## حرفه علمی
پس از دو سال کارآموزی مدیریت در فروشگاه مد پیتر رابینسون و بخش تاپ شاپ آن (اکنون تاپ‌شاپ)، کوپر در سال ۱۹۶۹ به عنوان دستیار پژوهشی به رصدخانه کمبریج پیوست و در سال ۱۹۷۰ به عنوان عضو انجمن سلطنتی نجوم انتخاب شد. او در سال ۱۹۷۳ از دانشگاه لستر با مدرک کارشناسی در رشته نجوم و فیزیک فارغ‌التحصیل شد. در لستر، با همکلاسی خود نایجل هنبست آشنا شد و آنها شراکت کاری‌ای با نام «هنکوپ انترپرایزز» تشکیل دادند که بر ترویج نجوم متمرکز بود. سپس در دپارتمان اخترفیزیک دانشگاه آکسفورد به تحقیق پرداخت، در حالی که دانشجوی تحصیلات تکمیلی کالج لیناکر آکسفورد بود.
از ۱۹۷۷ تا ۱۹۸۳، کوپر مدرس ارشد رصدخانه قدیمی سلطنتی گرینویچ بود (که در سال ۲۰۰۷ با رصدخانه پیتر هریسون جایگزین شد) و پس از آن به عنوان نویسنده و مجری آزاد کار کرد. در سال ۱۹۸۴، به عنوان رئیس انجمن نجوم بریتانیا انتخاب شد و اولین زن و دومین فرد جوانی بود که این سمت را بر عهده گرفت. او از ۱۹۸۷ تا ۱۹۸۹ ریاست انجمن نجوم جوانان (اکنون انجمن نجوم عمومی) را بر عهده داشت. رصدخانه لندن از کوپر دعوت کرد تا نمایش عمومی جدید خود در سال ۱۹۸۸ با عنوان «ستاره‌باران!» را بنویسد و اجرا کند.
کوپر در سال ۱۹۹۳ به عنوان استاد نجوم در کالج گرشام منصوب شد (اولین استاد زن در ۴۰۰ سال تاریخ این کالج) و این سمت را تا ۱۹۹۶ حفظ کرد.

### کتاب‌ها و سایر انتشارات
از سال ۱۹۷۸، کوپر بیش از ۴۰ کتاب عمومی در زمینه نجوم و فضا نوشت که بسیاری از آنها با همکاری هنبست بود. به گفته یک منتقد، کوپر و هنبست «داستان‌سرایان بزرگی با نگاهی به شخصیت‌های رنگارنگ» بودند.
مقالات او در مجلات معروف نجوم و علم از جمله «آسمان شب بی‌بی‌سی»، «فوکوس بی‌بی‌سی» و «نیو ساینتیست» منتشر شد. او ستون‌نویس روزنامه آنلاین ایندیپندنت نیز بود.